# Nicolás Ardito Barletta Vallarino
Nicolás Ardito Barletta Vallarino (Aguadulce, 21 agosto 1938) è un politico ed economista panamense.

## Biografia
È stato Presidente di Panama dall'ottobre 1984 al settembre 1985, come rappresentante del Partito Rivoluzionario Democratico (PRD).